# 狭叶山胡椒
狭叶山胡椒（学名：Lindera angustifolia）为樟科山胡椒属下的一个种。

## 扩展阅读
- 維基物種上的相關：狭叶山胡椒